# Сан-Мигел-ду-Жармелу
Сан-Мигел-ду-Жармелу (порт. São Miguel do Jarmelo)  —  район (фрегезия) в Португалии,  входит в округ Гуарда. Является составной частью муниципалитета  Гуарда. По старому административному делению входил в провинцию Бейра-Алта. Входит в экономико-статистический  субрегион Бейра-Интериор-Норте, который входит в Центральный регион. Население составляет 228 человек на 2001 год. Занимает площадь 7,73 км².